# José de Porturas y Verde
José del Carmen de Porturas y Verde (Santiago de Chuco, Perú, 8 de julio de 1851-Lima, Perú, 6 de abril de 1917) fue un médico y político peruano.
José del Carmen Porturas y Verde nació en la provincia de Santiago de Chuco el 8 de julio de 1851. Hijo del hacendado Pablo Manuel de Porturas y Corral y de doña María Santos Verde. Contrajo matrimonio con doña Susana Hoyle de la Puente el 30 de julio de 1899 y tuvieron 5 hijos: Carmela Susana, Blanca, Susana Carmen, Pablo Manuel y Mary. Entre sus nietos se encuentra el diplomático Gilbert Chauny de Porturas-Hoyle.
Don José se ocupó de sus intereses agrícolas, ganaderos y mineros, pues había heredado de su padre las haciendas de Angasmarca, Tulpo, Serpaquino, Llaray, Mumalca y demás haciendas y dependencias anexas, así como importantes concesiones mineras en el departamento de La Libertad.
Don José estudió medicina en San Fernando (UNMSM) y dedicó su vida a su profesión siendo nombrado protomédico de la ciudad de Trujillo, además, fue miembro de la Sociedad de Beneficencia. Fue elegido dos veces alcalde de Trujillo y dos veces como diputado de la República por la provincia de Huamachuco entre 1886 a 1894y 1892-1894.